# Inskrivningsmyndighet
Inskrivningsmyndighet, IM, hanterar ärenden om lagfart, inteckning eller annan inskrivning i enlighet med 20 - 24 kapitlen jordabalken, samt ärenden om anteckning enligt 19 kapitlet 29 och 30 §§ jordabalken.
Den som förvärvat fast egendom ska ansöka om lagfart hos inskrivningsmyndigheten inom 3 månader. När lagfart beviljats så registreras detta i fastighetsboken vilken i praktiken utgörs av fastighetsregistret.
I äldre tider fördes fastighetsböckerna av häradsrätten på landet och av rådhusrätten i de städer som hade sådan. Se även artiklarna om Hävd (juridik) och Det svenska inskrivningsväsendet förr och nu. Från tingsrättsreformen 1971 var varje tingsrätt i Sverige inskrivningsmyndighet för de fastigheter som låg inom rättens domsaga. Senare koncentrerades handläggningen till ett mindre antal tingsrätter, nämligen tingsrätterna i Eksjö, Hässleholm, Mora, Norrtälje, Skellefteå, Uddevalla och Ångermanland (sistnämnda belägen i Härnösand).
Från den 1 juni 2008 övertog Lantmäteriet uppgiften om inskrivningsmyndighet enligt jordabalken. I november 2011 bytte Lantmäteriet Division Inskrivning namn till Lantmäteriet Fastighetsinskrivning. Inskrivningskontoren finns kvar på samma sju orter som tidigare. Några inskrivningskontor har flyttat till nya lokaler.
Bolagsverket är inskrivningsmyndighet för företagsinteckningar.

## Fotnoter
1. ↑  ”Jordabalk (1970:994) (JB)”. Lagen.nu. https://lagen.nu/1970:994#K14. Läst 4 juli 2011.
2. ↑  ”Jordabalk (1970:994) (JB)”. Lagen.nu. https://lagen.nu/1970:994#K19P29. Läst 4 juli 2011.
3. ↑  https://web.archive.org/web/20121021091243/http://www.lantmateriet.se/upload/filer/fastigheter/inskrivning/Information/Inskrivningsvasendet_forr_nu.pdf
4. ↑  ”Företagsinteckningar - Bolagsverket”. Bolagsverket.se. Arkiverad från originalet den 3 juli 2011. https://web.archive.org/web/20110703043020/http://www.bolagsverket.se/foretagsinteckningar/. Läst 4 juli 2011.